# Tartarus (genre)
Pour le personnage du jeu vidéo, voir Tartarus.
Genre
Tartarus est un genre d'araignées aranéomorphes de la famille des Stiphidiidae.

## Distribution
Les espèces de ce genre sont endémiques d'Australie-Occidentale. Elles se rencontrent dans des grottes de la plaine de Nullarbor.

## Liste des espèces
Selon World Spider Catalog (version 17.0, 17/05/2016) :
- Tartarus mullamullangensis Gray, 1973
- Tartarus murdochensis Gray, 1992
- Tartarus nurinensis Gray, 1992
- Tartarus thampannensis Gray, 1992

## Publication originale
- Gray, 1973 : Cavernicolous spiders from the Nullarbor Plain and south-west Australia. Australian Journal of Entomology, vol. 12, p. 207-221 (texte intégral).